# Čerepovec
Čerepovec (in russo Череповец?) è una città della Russia nordoccidentale, nell'oblast' di Vologda, situata sulle sponde del bacino di Rybinsk sul fiume Volga, capoluogo del Čerepoveckij municipal'nyj rajon.

## Storia
Fondata nel 1360 da due monaci, si è sviluppata nei secoli come centro commerciale, industriale e di artigianato.

## Posizione
Čerepovec è posizionata strategicamente all'incrocio delle maggiori vie d'acqua del sistema Volga-Baltico, delle ferrovie Ovest-Est e dei gasdotti, e tra le due città federali russe di Mosca e San Pietroburgo. È considerata un luogo ideale per le industrie ad alto consumo di risorse naturali. La città è la sede di Severstal', uno dei maggiori impianti siderurgici in Russia, nonché di alcune altre grandi industrie.

## Infrastrutture e trasporti

### Aereo
La città è facilmente raggiungibile dai principali aeroporti internazionali russi: Mosca-Domodedovo, Mosca-Vnukovo, San Pietroburgo-Pulkovo con voli di linea giornalieri effettuati dalla compagnia aerea russa Severstal' Aviacompany, che ha la base tecnica all'Aeroporto di Čerepovec. Inoltre a Čerepovec effettua i voli di linea la compagnia aerea russa Vologda Air.

## Clima
| Čerepovec (1991-2020) Fonte: | Mesi         | Mesi         | Mesi         | Mesi         | Mesi        | Mesi        | Mesi        | Mesi        | Mesi        | Mesi         | Mesi         | Mesi         | Stagioni | Stagioni | Stagioni | Stagioni | Anno  |
| Čerepovec (1991-2020) Fonte: | Gen          | Feb          | Mar          | Apr          | Mag         | Giu         | Lug         | Ago         | Set         | Ott          | Nov          | Dic          | Inv      | Pri      | Est      | Aut      | Anno  |
| ---------------------------- | ------------ | ------------ | ------------ | ------------ | ----------- | ----------- | ----------- | ----------- | ----------- | ------------ | ------------ | ------------ | -------- | -------- | -------- | -------- | ----- |
| T. max. media (°C)           | −6,0         | −4,8         | 1,2          | 9,5          | 17,4        | 21,3        | 23,7        | 21,2        | 15,2        | 7,1          | −0,3         | −4,0         | −4,9     | 9,4      | 22,1     | 7,3      | 8,5   |
| T. media (°C)                | −9,2         | −8,7         | −3,7         | 3,6          | 10,8        | 15,1        | 17,6        | 15,1        | 10,0        | 3,8          | −2,5         | −6,6         | −8,2     | 3,6      | 15,9     | 3,8      | 3,8   |
| T. min. media (°C)           | −12,6        | −12,5        | −8,1         | −1,6         | 4,5         | 8,9         | 11,7        | 9,6         | 5,7         | 1,0          | −4,8         | −9,5         | −11,5    | −1,7     | 10,1     | 0,6      | −0,6  |
| T. max. assoluta (°C)        | 5,4 (2007)   | 6,7 (1989)   | 16,0 (2007)  | 26,0 (2000)  | 32,2 (2007) | 35,0 (2021) | 35,7 (2010) | 36,2 (2010) | 27,8 (1963) | 22,5 (1999)  | 12,8 (2013)  | 8,5 (2006)   | 8,5      | 32,2     | 36,2     | 27,8     | 36,2  |
| T. min. assoluta (°C)        | −45,4 (1987) | −40,3 (1985) | −32,8 (2013) | −23,0 (1998) | −6,1 (1999) | −2,8 (1985) | 0,7 (1986)  | −1,5 (1984) | −9,5 (1996) | −21,6 (1992) | −31,3 (2010) | −42,0 (1978) | −45,4    | −32,8    | −2,8     | −31,3    | −45,4 |
| Nuvolosità (okta al giorno)  | 8,3          | 7,7          | 7,1          | 6,8          | 6,5         | 6,8         | 6,5         | 6,8         | 7,5         | 8,1          | 8,7          | 8,6          | 8,2      | 6,8      | 6,7      | 8,1      | 7,5   |
| Precipitazioni (mm)          | 44           | 35           | 35           | 29           | 49          | 68          | 75          | 73          | 54          | 58           | 51           | 48           | 127      | 113      | 216      | 163      | 619   |
| Giorni di pioggia            | 5            | 4            | 6            | 12           | 16          | 18          | 17          | 18          | 19          | 18           | 11           | 6            | 15       | 34       | 53       | 48       | 150   |
| Nevicate (cm)                | 36           | 47           | 44           | 10           | 0           | 0           | 0           | 0           | 0           | 1            | 7            | 21           | 104      | 54       | 0        | 8        | 166   |
| Giorni di neve               | 27           | 24           | 18           | 8            | 2           | 0,2         | 0,0         | 0,0         | 1,0         | 8,0          | 21,0         | 27,0         | 78,0     | 28,0     | 0,2      | 30,0     | 136,2 |
| Giorni di nebbia             | 1            | 2            | 2            | 2            | 2           | 6           | 8           | 9           | 7           | 4            | 2            | 1            | 4        | 6        | 23       | 13       | 46    |
| Umidità relativa media (%)   | 86           | 83           | 79           | 72           | 68          | 75          | 78          | 82          | 85          | 87           | 88           | 88           | 85,7     | 73       | 78,3     | 86,7     | 80,9  |
| Vento (direzione-m/s)        | S 2,9        | S 2,9        | S 2,8        | S 2,8        | N 2,8       | N 2,4       | N 2,1       | SW 2,1      | SW 2,4      | SW 2,9       | S 3,0        | S 3,1        | 3,0      | 2,8      | 2,2      | 2,8      | 2,7   |